# Fußball-Weltmeisterschaft 1978/Tunesien
Dieser Artikel behandelt die tunesische Fußballnationalmannschaft bei der Fußballweltmeisterschaft 1978.

## Qualifikation

### Erste Runde
| Marokko  | - | Tunesien | 1:1 |
| Tunesien | - | Marokko  | 1:1 |

Tunesien gewann 4:2 im Elfmeterschießen.

### Zweite Runde
| Tunesien | - | Algerien | 2:0 |
| Algerien | - | Tunesien | 1:1 |

### Dritte Runde
| Guinea   | - | Tunesien | 1:0 |
| Tunesien | - | Guinea   | 3:1 |

### Finalrunde
| Tunesien | - | Nigeria  | 0:0 |
| Nigeria  | - | Tunesien | 0:1 |
| Ägypten  | - | Tunesien | 3:2 |
| Tunesien | - | Ägypten  | 4:1 |

## Tunesisches Aufgebot
| Nummer / Name | Nummer / Name          | Damaliger Verein               | Geburtstag | Länderspiele |
| Torhüter      |                        |                                |            |              |
| 1             | Sadok Sassi            | Club Africain Tunis            | 15.11.1945 |              |
| 21            | Lamine Ben Aziza       | Étoile Sportive du Sahel       | 10.11.1952 |              |
| 22            | Mokhtar Naili          | Club Africain Tunis            | 03.09.1953 |              |
| Abwehr        |                        |                                |            |              |
| 2             | Mokhtar Dhouieb        | CS Sfax                        | 23.03.1952 |              |
| 3             | Ali Kaabi              | COT Tunis                      | 15.11.1953 |              |
| 5             | Mohsen Labidi Jendoubi | Stade Tunisien                 | 15.01.1954 |              |
| 17            | Ridha El-Louze         | Sfax Railways Sports           | 27.04.1953 |              |
| 18            | Kamel Chebli           | Club Africain Tunis            | 09.03.1954 |              |
| 20            | Amor Jebali            | AS Marsa                       | 24.12.1956 |              |
| Mittelfeld    |                        |                                |            |              |
| 4             | Khaled Gasmi           | Club Athlétique Bizertin       | 08.04.1953 |              |
| 6             | Néjib Ghommidh         | Club Africain Tunis            | 12.03.1953 |              |
| 8             | Hammadi Agrebi         | CS Sfax                        | 20.03.1951 |              |
| 10            | Tarak Dhiab            | Espérance Sportive de Tunis    | 15.07.1954 |              |
| 12            | Khemais Labidi         | Jeunesse Sportive Kairouanaise | 30.08.1950 |              |
| Angriff       |                        |                                |            |              |
| 7             | Témime Lahzami         | al-Ittihad                     | 01.01.1949 |              |
| 9             | Mohammed Ali Akid      | CS Sfax                        | 05.07.1949 |              |
| 11            | Raouf Ben Aziza        | Étoile Sportive du Sahel       | 23.09.1953 |              |
| 13            | Néjib Liman            | Stade Tunisien                 | 12.06.1953 |              |
| 14            | Slah Karoui            | Étoile Sportive du Sahel       | 11.09.1951 |              |
| 15            | Mohammed Ben Mouza     | Club Africain Tunis            | 05.04.1954 |              |
| 16            | Ohman Chehaibi         | Jeunesse Sportive Kairouanaise | 23.12.1954 |              |
| 19            | Mokhtar Hasni          | R.A.A. La Louvière             | 19.03.1952 |              |
| Trainer       |                        |                                |            |              |
|               | Abdelmajid Chetali     |                                | 04.07.1939 |              |

## Spiele der tunesischen Mannschaft

### Erste Runde
- Tunesien –  Mexiko 3:1 (0:1)

Stadion: Estadio Gigante de Arroyito (Rosario)
Zuschauer: 17.396
Schiedsrichter: Gordon (Schottland)
Tore: 0:1 Vázquez Ayala (45.) 11m, 1:1 Kaabi (55.), 2:1 Ghommidh (79.), 3:1 Dhouib (87.)
- Polen –  Tunesien 1:0 (1:0)

Stadion: Estadio Gigante de Arroyito (Rosario)
Zuschauer: 9.624
Schiedsrichter: Franco (Spanien)
Tore: 1:0 Lato (43.)
- Deutschland –  Tunesien 0:0 (0:0)

Stadion: Estadio Olímpico Chateau Carreras (Córdoba)
Zuschauer: 30.667
Schiedsrichter: Orozco (Peru)
Tore: keine
Als leicht wurde die Gruppe 2, in die Deutschland gelost wurde, vorab eingeordnet. Polen, Mexiko und Tunesien schienen auf dem Papier wahrlich nicht unüberwindbar zu sein. Das Eröffnungsspiel gegen den vermeintlich stärksten Gegner Polen, dem WM-Dritten von vor vier Jahren, geriet jedoch zu einem miesen 0:0-Kick, wobei beide Teams nur noch Schatten der vor vier Jahren so erfolgreichen Mannschaften waren. Gegen ein völlig verunsichertes Mexiko, das zuvor Tunesien 1:3 unterlag, gelang dann zwar ein 6:0-Kantersieg, doch das glückliche 0:0 gegen die Nordafrikaner im letzten Gruppenspiel warf das deutsche Team wieder zurück. Polen hatte zudem nach dem Eröffnungsspiel seine Hausaufgaben gemacht (1:0 gegen Tunesien und 3:1 gegen Mexiko) und wurde Gruppensieger. Die Deutschen, die auf Legionäre wie Beckenbauer (Cosmos New York), Stielike (Real Madrid) und zwischenzeitlich Zurückgetretene (Paul Breitner) verzichteten, hatten auch für die Spielmacher der frühen Siebziger, Overath und Netzer, trotz Hansi Müller, Heinz Flohe und Erich Beer keinen vollwertigen Ersatz. Enttäuschend blieb auch der Angriff, wo Rummenigge, Fischer, Dieter Müller und Abramczik kaum Normalform erreichten.